# 亭州 (黄冈)
亭州，中国古代的州。
南北朝时，北周改定州置，治所在信安县（今湖北省麻城市东北）。辖境约今湖北省麻城市一带。隋朝开皇初废。唐朝武德三年（620年），以麻城县置亭州，又析置阳城县。八年废，省阳城县，以麻城县来属黄州。